# Geōrgios Athanasiadīs
Geōrgios Athanasiadīs (in greco Γεώργιος Αθανασιάδης?; Salonicco, 7 aprile 1993) è un calciatore greco, portiere dell'Arīs Salonicco.

## Carriera

### Club
Ha giocato nella prima divisione greca ed in quella moldava.

### Nazionale
Il 7 giugno 2024 esordisce con la Grecia nell'amichevole persa 2-1 contro la Germania.

## Statistiche

### Presenze e reti nei club
Statistiche aggiornate al 14 maggio 2023.
| Stagione                | Squadra                 | Campionato              | Campionato | Campionato | Coppe nazionali | Coppe nazionali | Coppe nazionali | Coppe continentali | Coppe continentali | Coppe continentali | Altre coppe | Altre coppe | Altre coppe | Totale | Totale |
| Stagione                | Squadra                 | Comp                    | Pres       | Reti       | Comp            | Pres            | Reti            | Comp               | Pres               | Reti               | Comp        | Pres        | Reti        | Pres   | Reti   |
| ----------------------- | ----------------------- | ----------------------- | ---------- | ---------- | --------------- | --------------- | --------------- | ------------------ | ------------------ | ------------------ | ----------- | ----------- | ----------- | ------ | ------ |
| 2012-2013               | Panthrakikos            | SL                      | 2          | -2         | CG              | 0               | 0               | -                  | -                  | -                  | -           | -           | -           | 2      | -2     |
| 2013-2014               | Panthrakikos            | SL                      | 8          | -9         | CG              | 0               | 0               | -                  | -                  | -                  | -           | -           | -           | 8      | -9     |
| 2014-2015               | Panthrakikos            | SL                      | 25         | -29        | CG              | 2               | -1              | -                  | -                  | -                  | -           | -           | -           | 27     | -30    |
| 2015-2016               | Panthrakikos            | SL                      | 24         | -39        | CG              | 1               | 0               | -                  | -                  | -                  | -           | -           | -           | 25     | -39    |
| Totale Panthrakikos     | Totale Panthrakikos     | Totale Panthrakikos     | 59         | -79        |                 | 3               | -1              |                    | -                  | -                  |             | -           | -           | 62     | -80    |
| 2016-2017               | Asteras Tripolīs        | SL                      | 3          | -6         | CG              | 4               | -2              | -                  | -                  | -                  | -           | -           | -           | 7      | -8     |
| 2017-2018               | Asteras Tripolīs        | SL                      | 30         | -24        | CG              | 4               | -5              | -                  | -                  | -                  | -           | -           | -           | 34     | -29    |
| 2018-2019               | Asteras Tripolīs        | SL                      | 8          | -8         | CG              | 7               | -10             | UEL                | 2                  | -4                 | -           | -           | -           | 17     | -22    |
| Totale Asteras Tripolīs | Totale Asteras Tripolīs | Totale Asteras Tripolīs | 41         | -38        |                 | 15              | -17             |                    | 2                  | -4                 |             | -           | -           | 58     | -59    |
| 2019-2020               | AEK Atene               | SL                      | 0          | 0          | CG              | 0               | 0               | UEL                | 0                  | 0                  | -           | -           | -           | 0      | 0      |
| 2020-2021               | AEK Atene               | SL                      | 19         | -27        | CG              | 1               | -2              | UEL                | 1                  | -3                 | -           | -           | -           | 21     | -32    |
| 2021-2022               | Sheriff Tiraspol        | DN                      | 17         | -4         | CM              | 2               | -1              | UCL+UEL            | 13+2               | -10+-2             | SM          | 1           | -2          | 35     | -19    |
| 2022-2023               | AEK Atene               | SL                      | 30         | -13        | CG              | 0               | 0               | -                  | -                  | -                  | -           | -           | -           | 30     | -13    |
| Totale AEK Atene        | Totale AEK Atene        | Totale AEK Atene        | 49         | -40        |                 | 1               | -2              |                    | 1                  | -3                 |             | -           | -           | 51     | -45    |
| Totale carriera         | Totale carriera         | Totale carriera         | 136        | -148       |                 | 21              | -21             |                    | 18                 | -19                |             | 1           | -2          | 176    | -190   |

## Palmarès

### Club

#### Competizioni nazionali
- Campionato moldavo: 1

Sheriff Tiraspol: 2021-2022
- Coppa di Moldavia: 1

Sheriff Tiraspol: 2021-2022
- Campionato greco: 1

AEK Atene: 2022-2023
- Coppa di Grecia: 1

AEK Atene: 2022-2023
- Coppa di Cipro: 1

AEK Larnaca: 2024-2025

### Individuale
- Miglior portiere del Campionato moldavo: 1

2021-2022